# 氏家雅行
氏家 雅行（うじいえ まさゆき、 1952年11月24日 - ）は、愛知県出身の元プロ野球選手（投手）である。右投右打。

## 来歴・人物
大府高校では1970年春季中部大会県予選準決勝に進むが、エース樋江井忠臣を擁する中京高に逆転負け。同年夏の甲子園県予選も3回戦でまたも中京高に惜敗。1970年のドラフト会議で中日ドラゴンズに1位で指名され入団した。1975年限りで退団。ゴルフのティーチングプロとなった。

## 詳細情報

### 年度別投手成績
- 一軍公式戦出場なし

### 背番号
- 24 （1971年 - 1975年）